# Setesdal
Setesdal (antico nome: Sætersdal) è una valle ed un distretto tradizionale della contea di Agder, nella Norvegia meridionale. Comprende i comuni di Bykle, Valle, Bygland, Iveland ed Evje og Hornnes.

## Geografia

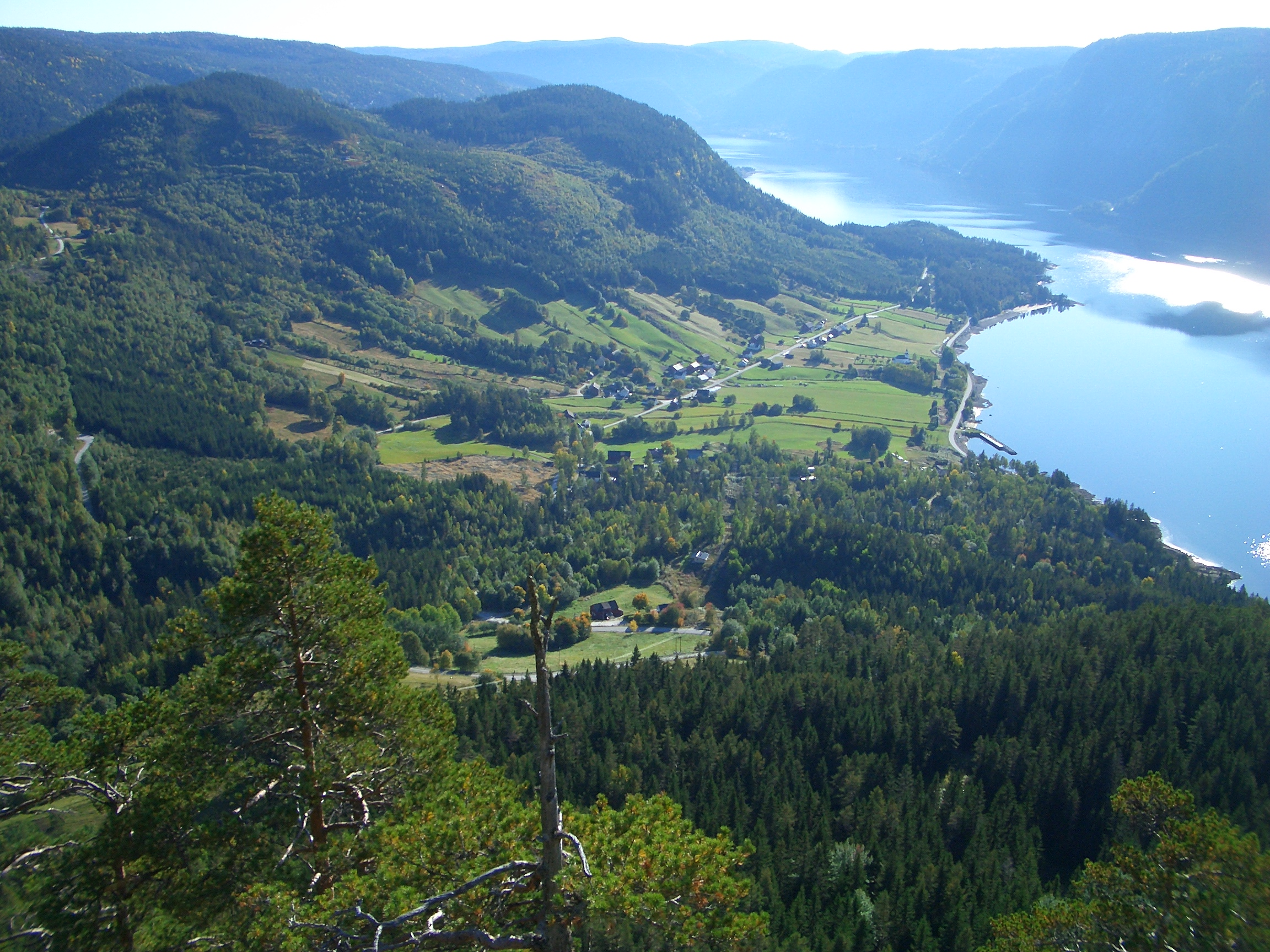
Il villaggio di Åraksbø a Setesdal

Setesdal nel corso dell'era glaciale fu scavata da acqua e ghiaccio in corrispondenza delle zone di frattura delle rocce superficiali, fino alla formazione delle numerose vallate fluviali dell'attuale contea di Vest-Agder. Le montagne sono costituite da un terreno acido risalente a più di un miliardo di anni fa; i depositi di ghiaia e löss hanno permesso lo sviluppo dell'agricoltura lungo la valle, che però non è mai stato tale da consentire insediamenti considerevoli. 
Il fiume Otra attraversa l'intera valle per sfociare nel mare vicino a Kristiansand.

## Etimologia
Il nome originario in antico norvegese era Setr, più tardi sostituito da Setrsdalr ("valle di Setr"), con il significato di "fattoria": designava infatti un'antica e vasta tenuta agricola che occupava la zona centrale di Valle. Essa venne poi suddivisa in numerosi appezzamenti, tuttavia il nome sopravvisse come toponimo del distretto.

## Storia
L'Historia Norwegiæ, una breve storia della Norvegia scritta da un monaco nella seconda metà del XII secolo, attesta che Setesdal era parte del distretto di "Telemark con Råbyggelag". Dal momento che un Raabygger o Råbygger sta per "persona che vive in un angolo", la descrizione si addice a Setesdal in quanto la valle si prolunga come un cuneo tra i rilievi del monte Haukelifjell.
La Stavkirke di Hylestad (una frazione del comune di Valle) si pensa fosse stata costruita tra il XII e il XIII secolo; fu demolita nel XVII secolo. Il suo portale, con parecchie scene in legno intagliato che illustrano la leggenda di Sigfrido il quale, per conquistare il tesoro dei Nibelunghi, uccide il drago Fáfnir, è esposto al Museo Universitario delle Antichità Nazionali a Oslo.
La ferrovia di Setesdal collegava Kristiansand a Byglandsfjord, nella Norvegia meridionale. Venne inaugurata a Hægeland nel 1895 e a Byglandsfjord nel 1896. Fu chiusa nel 1962, ma ne sopravvive una tratta come linea ferroviaria turistica durante i mesi estivi.

## Evoluzione demografica nei comuni del distretto
| Anno | Iveland | Evje og Hornnes | Bygland | Valle | Bykle | Totale |
| ---- | ------- | --------------- | ------- | ----- | ----- | ------ |
| 1950 | 1.091   | 2.946           | 1.842   | 1.669 | 647   | 8.195  |
| 1960 | 973     | 2.897           | 1.683   | 1.531 | 563   | 7.647  |
| 1970 | 757     | 2.930           | 1.552   | 1.444 | 464   | 7.147  |
| 1980 | 1.002   | 3.246           | 1.561   | 1.494 | 701   | 8.004  |
| 1990 | 1.139   | 3.368           | 1.389   | 1.416 | 757   | 8.069  |
| 2001 | 1.107   | 3.322           | 1.327   | 1.438 | 852   | 8.046  |
| 2015 | 1.315   | 3.567           | 1.189   | 1.251 | 933   | 8.255  |

## Infrastrutture e trasporti
Il distretto di Setesdal è attraversato dalla Strada nazionale 9 (Kristiansand – Vinje) e dalla Strada europea E134.